# Штанько, Александра Павловна
Александра Павловна Штанько (Тарасова) (род. 21 февраля 1991 года) — российская профессиональная баскетболистка, играет на позиции тяжёлого форварда за баскетбольный клуб «Динамо Курск» (с 2022 года).

## Карьера

### Клубная
Родилась 21 февраля 1991 года в Самаре, где и начала заниматься баскетболом.
С 2009 года выступала в молодёжной и взрослой команде «Надежда» из Оренбурга. В 2014 году перешла в «Енисей». Отыграв два сезона стала игроком «Вологда-Чеваката», затем в 2018 году играла за самарский клуб «Политех Сам-ГТУ». В сезоне 2019/2020 годов вновь представляла «Енисей».
С 2020 по 2022 годы Александра являлась игроком московского «МБА». С этим клубом она стала бронзовым призёром Премьер-лиги в 2020/21, 2021/22 годах, а также бронзовым призёром Кубка России 2020/21 годов.
С 2022 года игрок БК «Динамо Курск».

### Сборная
Приглашалась в различные молодёжные сборные страны для участия в международных соревнованиях. Победитель чемпионата Европы U20 в 2010 году. Серебряный призёр чемпионата Европы U20 в 2011 году, серебряный призёр чемпионата Европы U18 в 2008 году.
Привлекалась на игры в составе первой национальной сборной России.

## Достижения
Клубы и Сборная
- Бронзовый призёр Премьер-лиги — 2020/21, 2021/22 гг.
- Бронзовый призёр Кубка России — 2020/21 гг.
- Победитель чемпионата Европы U20 — 2010.
- Серебряный призёр чемпионата Европы U20 — 2011.
- Серебряный призёр чемпионата Европы U18 — 2008.